# Daniel Petrov
Pour les articles homonymes, voir Petrov.
Daniel Petrov Bogomilov (né le 31 octobre 1982) est un coureur cycliste bulgare, professionnel entre 2004 et 2012. Il a notamment été Champion de Bulgarie sur route en 2003.
Il ne doit pas être confondu avec son compatriote, également cycliste, Danail Andonov Petrov.

## Palmarès
- 1999
  -  Médaillé d'argent du contre-la-montre juniors aux championnats des Balkans
- 2002
  -  Médaillé d'argent de la course en ligne espoirs aux championnats des Balkans
  - 2e du Tour de Turquie
- 2003
  -  Champion de Bulgarie sur route
  - 3e étape du Tour de Turquie
- 2004
  - Classement général du Tour de l'Alentejo
  - 1 étape du Trophée Joaquim Agostinho
- 2005
  - 2e du championnat de Bulgarie sur route
- 2006
  - 3e du Tour de Bulgarie
- 2008
  - Tour de Chalcidique :
    - Classement général
    - 1re étape

## Classements mondiaux
| Année            | 2005 | 2006 | 2007 | 2008 | 2009  | 2010  | 2011  |
| ---------------- | ---- | ---- | ---- | ---- | ----- | ----- | ----- |
| UCI Africa Tour  |      |      |      |      |       |       | 116e  |
| UCI America Tour |      |      |      |      |       | 337e  |       |
| UCI Europe Tour  | 423e | 546e | 890e | 175e | 1119e | 1014e | 1173e |